# Avi Cohen
Avraham "Avi" Cohen, ou simplesmente Avi Cohen (Cairo, Egito, 14 de novembro de 1956 - 29 de dezembro de 2010) foi um futebolista israelense que jogou como zagueiro.

## Carreira
Ele era mais conhecido por sua passagem pelo Liverpool Football Club, da Inglaterra. Faleceu devido um acidente de moto. Cohen começou sua carreira jogando no Maccabi Tel Aviv, antes de se juntar Liverpool para uma taxa de £ 200,000 ($ 450,000) em julho de 1979, e se tornou o primeiro israelense a jogar em Inglaterra.